# Mimudea albipennis
Mimudea albipennis là một loài bướm đêm trong họ Crambidae.